# 가니시 (기후현)
가니시(일본어: 可児市)는 일본 기후현 중남부의 기소강 남안에 있는 시이다.
아이치현과의 경계에 있는 지리적 조건 때문에 1970년대부터 시 서부를 중심으로 인구가 폭발적으로 증가해 나고야시의 주택 지역으로 발전했다. 시 승격은 1982년으로 비교적 젊은 시이다.
한편으로는 나가쓰카 고분, 지로 무관총 고분 등 고분군과 아케치 미쓰히데(다른 곳이라는 설도 있음)와 모리 나리토시의 출생지, 시노 도기의 발상지 등으로 알려져 있어 역사적인 배경과 유산이 많이 있다. 특히 동부의 구릉지는 현재도 넓은 산림을 이루고 있어 옛날부터의 자연 환경과 신흥 도시의 측면을 겸비한 마을이라고 말할 수 있다.
일반적으로 주노 지역으로 구분되지만 도노 지역으로 구분하는 경우도 있다. 그 외에도 가니시와 미노카모시, 가니군, 가모군을 가모라고 부르는 경우도 많다. 주변 도시 중에서는 다지미시에 이어 인구가 많고 특히 주노·가모 지역에서는 중심 도시라고 할 수 있다.

## 지리
기후현 중남부의 기소강 남안에 위치하고 기후시 및 아이치현 나고야시에서 약 30km 정도의 거리에 있다. 가니 분지로 불리는 분지를 관할하고 북쪽을 제외한 세 방면을 구릉지가 둘러싼다. 시 남부가 안쪽으로 비집고 들어가 있기 때문에 전체적으로 역오목형을 하고 있다.
북부에는 기소강이 흐르고 건너편의 오타 분지까지 대체로 평탄한 지형이 계속된다. 동부는 최고봉인 아사마산에서 시작해 넓게 구릉지를 이루어 많은 골프장이 있다(골프장은 전체 면적의 10% 정도를 차지한다). 또 동부의 구릉지에는 사쿠라가오카 하이츠 등 주택 단지도 있다. 남부는 다지미시와 아이치현 이누야마시와 인접해 뉴타운과 공업단지가 퍼져 있다. 서부의 구릉지는 니시카니역을 중심으로 뉴타운 개발이 진행되고 있어 시에서 가장 인구가 많은 곳이다.

### 기후
비교적 온난하고 비가 많은 일본식 기후이지만 분지에 있어 기온이 오르기 쉽고 약간 대륙성 기후의 양상도 띈다. 덧붙여 인접하는 다지미시는 2007년 8월 16일에 일본 관측 사상 최고기온인 40.9℃를 기록했다. 적설은 거의 없어 1년에 몇 차례 정도이다.

### 인접하는 자치체
- 기후현
  - 다지미시, 미노카모시, 도키시
  - 가모군 야오쓰정, 사카호기정
  - 가니군 미타케정

- 아이치현
  - 이누야마시

## 역사
조몬 시대 중기 이후 주로 기소강 연안에 취락이 생겨나기 시작했다. 74년에 게이코 천황이 방문해 구구리노미야(泳宮)에 머물렀다. 이곳에서 야사카이리비메노미코토를 처음 만나 황후가 되었다. 고훈 시대에는 나가쓰카 고분, 지로 무관총 고분 등 각지에 고분이 만들어졌다.
7세기에 율령제 하에서 미노국에 속했고 도산도 가도의 경로가 되었다. 1221년에 발발한 조큐의 난의 전장이 되었다. 14세기에 도키씨가 미노국의 슈고가 되었고 아케치씨 등 씨족이 각지에서 세력을 확대하였다. 16세기에는 모리 요시나리-모리 나가요시-모리 다다마사로 이어지는 모리씨가 이곳을 지배했다. 에도 시대에는 도쿠노번이 성립하였고 나카센도의 역참 마을인 후시미주쿠가 놓였다.
1871년에는 폐번치현으로 기후현에 소속되었고, 1889년에 정촌제가 시행되어 시역에 가네야마정을 포함한 1정 7촌이 성립하였다. 1955년에 주변 정촌들이 합병해 가니정이 성립하고 1982년에 시로 승격해 가니시가 되었다. 2005년에 가네야마정을 합병하였다.

## 교통

### 철도
- 도카이 여객철도 다이타선
- 나고야 철도 히로미선

### 도로
- 도카이 환상 자동차도
- 국도 제21호선
- 국도 제41호선
- 국도 제248호선

## 인구
| 연도 | 인구   | ±%     |
| ---- | ------ | ------ |
| 1970 | 30,390 | —      |
| 1980 | 57,290 | +88.5% |
| 1990 | 81,968 | +43.1% |
| 2000 | 93,463 | +14.0% |
| 2010 | 97,436 | +4.3%  |
| 2020 | 99,968 | +2.6%  |